# شیخ محمد بن ثعلب
 شیخ محمد بن ثعلب  پزشک ایرانی تبار و فارسی زبان که در قرن پانزده میلادی می‌زیست. شیخ محمد بن ثعلب در سال ۱۴۶۷ درگذشت.